# St.-Michael-Straße 23 (Magdeburg)

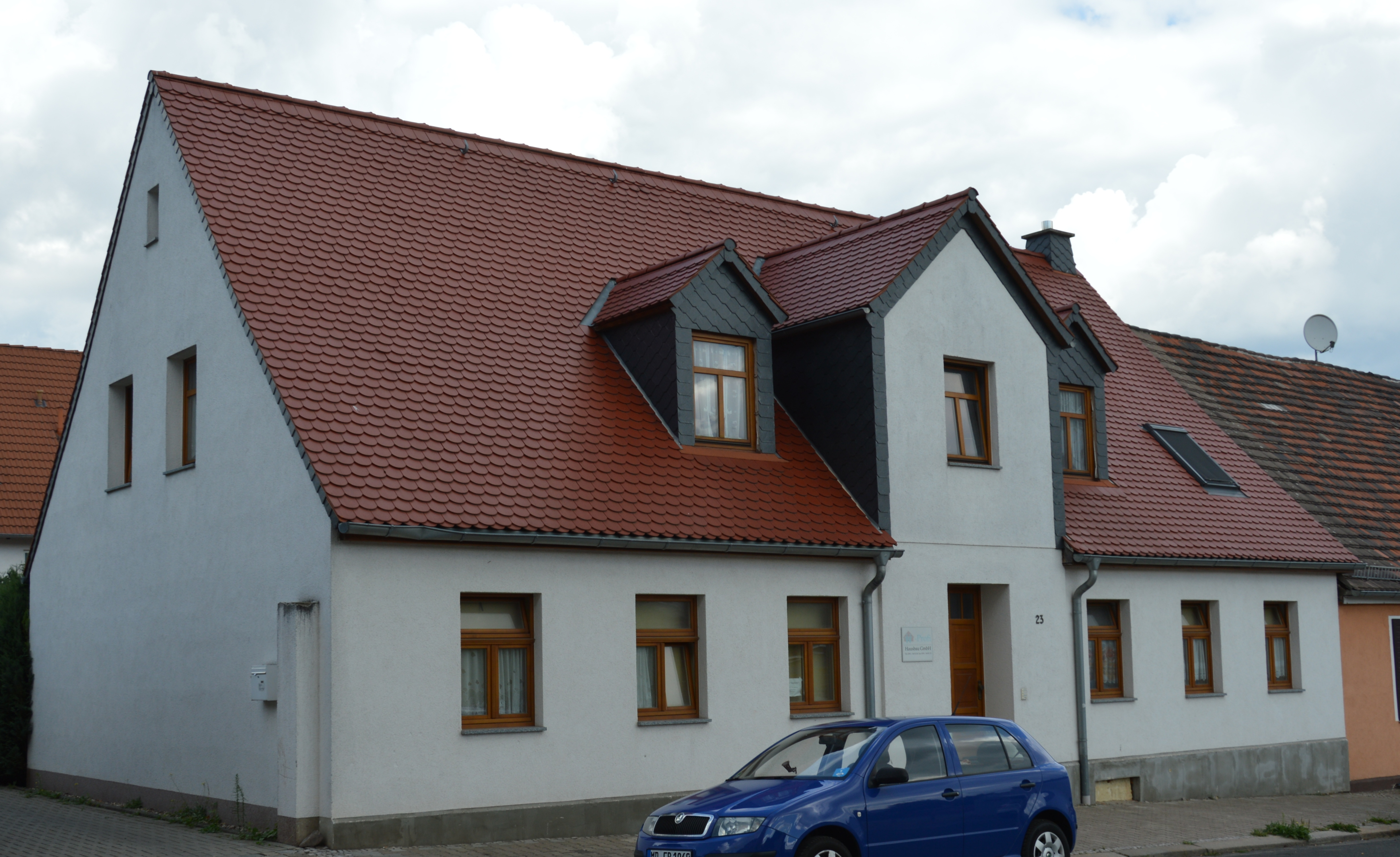
St.-Michael-Straße 23

Das Haus St.-Michael-Straße 23 ist ein denkmalgeschütztes Gebäude im Magdeburger Stadtteil Sudenburg in Sachsen-Anhalt. Im Gebäude wird die Pension Napoleon betrieben.

## Lage
Es befindet sich auf der Nordseite der St.-Michael-Straße. Östlich des Hauses befindet sich das gleichfalls denkmalgeschützte Gebäude St.-Michael-Straße 22.

## Architektur und Geschichte
Das eingeschossige, verputzte Wohnhaus wurde im Jahr 1877 für den Korbmachermeister Hermann Reinecke errichtet. Der schlichte traufständige Bau verfügt in der Gebäudemitte über ein markantes Zwerchhaus, unterhalb dessen die Eingangstür angeordnet ist. Links und rechts hiervon befinden sich jeweils drei Fenster. Bedeckt ist der Bau mit einem Satteldach.
Der Bau erfolgte im Umfeld deutlich größerer und aufwendiger gestalteter Wohnhäuser und ist so gemeinsam mit dem benachbarten Haus St.-Michael-Straße 22 für das Straßenbild markant. Es gilt als wichtiges Zeugnis der älteren Siedlungsgeschichte Sudenburgs.
Die im Haus untergebrachte Pension verfügt über vier Zimmer und eine Ferienwohnung.
Im örtlichen Denkmalverzeichnis ist das Wohnhaus unter der Erfassungsnummer 094 82121 als Baudenkmal verzeichnet.